# Calvin Coolidge
John Calvin Coolidge Jr. (Plymouth, Vermont; 4 de julio de 1872-Northampton, Massachusetts; 5 de enero de 1933) fue el trigésimo presidente de los Estados Unidos (1923-29). Era un abogado republicano de Vermont, que comenzó su carrera política en Massachusetts, estado del que fue gobernador. Su reacción a la huelga de la policía de Boston de 1919 le dio fama nacional y reputación de persona decidida. Poco después asumió el cargo de vicepresidente, en 1920; luego asumió la Presidencia del país al fallecer el presidente Warren G. Harding en 1923. Ganó las elecciones de 1924, se ganó la fama de conservador favorable a un Estado reducido y una mínima intervención gubernamental en la economía estadounidense. Se le recuerda como un hombre austero, frugal, discreto y extraordinariamente parco en palabras, pero que tenía un agudo sentido del humor. Es destacable el hecho de que, aunque careciera de carisma y locuacidad, no perdió una sola elección en toda su carrera política.
Coolidge nació en Plymouth, Vermont, en 1872. Era hijo de un político de Vermont; estudió derecho en el Amherst College de Massachusetts y empezó a ejercer como abogado en 1897, para lo cual se estableció en Northampton, Massachusetts. En 1898 fue elegido para un cargo en el municipio y empezó a intervenir activamente en política, uniéndose al Partido Republicano. En 1906 fue elegido para el Senado del estado de Massachusetts, donde amplió considerablemente su carrera política, y en 1918 ganó la elección para gobernador del estado.
Ganó fama nacional durante su periodo como gobernador cuando se enfrentó a una gran huelga de policías en Boston en septiembre de 1919, para lo cual llamó a la milicia local con el fin de que asumiera roles de seguridad urbana y evitar saqueo y violencia que ocurrieron en la ciudad durante las primeras 48 horas de la huelga policial. Su negativa a ceder a la presión de los huelguistas y su posterior rechazo a reincorporarlos a la policía tras el fracaso de la huelga, le otorgó popularidad entre los elementos más conservadores del Partido Republicano. Sus colegas de partido pronto le dieron la ocasión de postularse como vicepresidente de Estados Unidos, en las elecciones del año 1920 acompañando al candidato republicano, el senador por Ohio Warren G. Harding. Coolidge asumió el cargo de vicepresidente en marzo de 1921, dedicándose a actividades protocolarias propias de su cargo y forjándose al mismo tiempo la imagen pública de un «hombre de pocas palabras», enemigo de dar largos discursos y aficionado a hablar solo lo necesario e indispensable. En 1924, venció en las elecciones presidenciales a sus rivales, con holgada ventaja.
Coolidge recuperó la confianza pública en el Gobierno tras los escándalos del mandato de Harding, y acabó el suyo con notable satisfacción del electorado. Uno de sus biógrafos escribió que: «encarnaba en el espíritu y las aspiraciones de la clase media, podía interpretar sus ansias y expresar sus opiniones. Que lograse representar la genialidad del hombre de la calle fue la prueba suprema de su fortaleza política». Creyente en la libertad de empresa, rechazó utilizar el poder federal para mejorar la condición deprimida de la agricultores y de ciertas industrias. Uno de los principales problemas fueron los proyectos para otorgar subsidios agrarios en un intento de compensar la reducción de los precios de los productos agrícolas; Coolidge se negó a aprobar tales subsidios alegando que manipular precios resultaba un peligro para la economía nacional, y rechazó aún más tajantemente la propuesta de que el Gobierno federal comprara los excedentes agrícolas. Asimismo Coolidge mostró un sincero interés en promover el laissez-faire en la economía estadounidense, rechazando el intervencionismo estatal en todo lo posible, y reiterando que el crecimiento económico del país experimentado en los «felices años veinte» debía ser preservado mediante reducciones de impuestos, para con ello promover la industria y el comercio internacional; por entonces, los Estados Unidos se estaban convirtiendo en la primera potencia mundial. En política exterior, favoreció el aislacionismo y rehusó que los Estados Unidos ingresasen en la Sociedad de Naciones al considerarlo un gesto «inútil».
Tras cumplirse el periodo de su mandato en 1928, declinó presentarse de nuevo a la presidencia, pero tampoco ofreció su apoyo a Herbert Hoover, designado candidato del Partido Republicano para esa elección. Tras su presidencia, Coolidge se retiró a su propiedad rural de Northampton, Massachusetts, donde falleció el 5 de enero de 1933. Aunque su reputación repuntó durante la presidencia de Ronald Reagan, su valoración posterior es menos favorable. Ensalzado por los partidarios de un Estado reducido y por los liberales, los que prefieren un Gobierno más activo tienen peor visión de él; ambos, grupos, sin embargo, alaban su decidida defensa de la igualdad racial.

## Familia e infancia

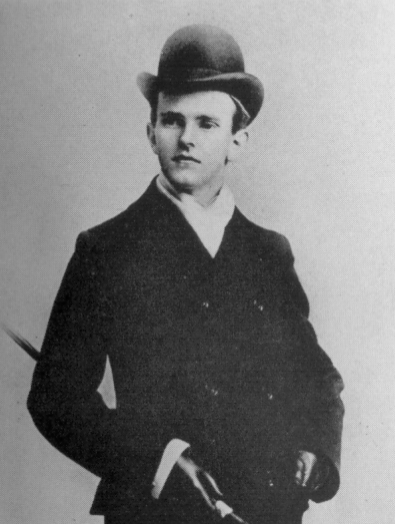
Coolidge en sus tiempos de estudiante del Amherst College.

John Calvin Coolidge hijo nació en Plymouth Notch, en el condado de Windsor de Vermont el 4 de julio de 1872. Ha sido el único presidente de los Estados Unidos cuyo nacimiento ha coincidido con la fiesta de la independencia del país. Era el mayor de los dos hijos de John Calvin Coolidge padre (1845-1926) y de Victoria Josephine Moor (1846-85). Coolidge padre había trabajado en diversos oficios y se había labrado reputación de próspero granjero, tendero y servidor público en todo el estado. Había desempeñado diversos puestos y cargos políticos, entre ellos los de juez de paz y recaudador de impuestos, además de los de diputado y senador en las Cámaras del estado. La madre de Coolidge era hija de un granjero de Plymouth Notch. Enferma crónica, falleció, quizá de tuberculosis, cuando Coolidge tenía doce años. La hermana menor de Coolidge, Abigail Grace Coolidge (1875-1890), murió con quince años, probablemente de apendicitis, cuando Coolidge tenía dieciocho. El padre volvió a casarse en 1891 con una maestra y alcanzó los ochenta años.
La familia Coolidge tenía hondas raíces en Nueva Inglaterra: el primer Coolidge americano, John Coolidge, había inmigrado desde Cottenham, en Cambridgeshire (Inglaterra) en torno a 1630 y se instaló en Watertown. Otro de los antepasados del futuro presidente, Edmund Rice, se mudó a Watertown en 1638. El bisabuelo de Coolidge, que también se llamaba John Coolidge, había sido oficial en la guerra de Independencia de los Estados Unidos y uno de los primeros ediles de Plymouth Notch. Su abuelo Calvin Galusha Coolidge había sido diputado del estado. Coolidge también descendía de Samuel Appleton, que se había instalado en Ipswich y dirigido a la población de la colonia durante la guerra del rey Felipe. Muchos de los antepasados de Coolidge habían sido granjeros y bastantes de sus primos lejanos destacaron en política.

## Primeros cargos y matrimonio

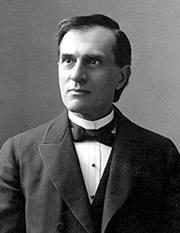
El profesor Charles Edward Garman, que influyó intensamente en el pensamiento de Coolidge.

### Educación y ejercicio de la abogacía
Coolidge estudió en la Academia Black River y luego la de St. Johnsbury, antes de ingresar en el Amherst College, en el que descolló como orador, ingresó en la fraternidad Phi Gamma Delta y del que se graduó cum laude. Le influyó intensamente el profesor de filosofía Charles Edward Garman, un místico congregacionalista y neohegeliano.
Cuarenta años después de sus estudios con Garman, Coolidge describió así la visión de su antiguo profesor:

Tenía un sentido de la rectitud en el que la fuerza no comporta la razón, el fin no justifica los medios y el pragmatismo como principio lleva indefectiblemente al fracaso. Creía que la única manera de mejorar las relaciones humanas es merced al principio del servicio, según el cual lo que le importa al hombre no es lo que puede obtener, sino lo que puede dar. No obstante, la gente tiene derecho a disfrutar de los frutos de su labor. Lo que ganan es suyo, sea esto poco o mucho. La propiedad conlleva, sin embargo, su uso para el servicio de la comunidad.

Tras graduarse y por instigación de su padre, Coolidge se mudó a Northampton, Massachusetts para hacerse abogado. Para no tener que sufragar la escuela de Derecho, se puso a trabajar de pasante en un bufete de abogados local, Hammond & Field, en el que hacía prácticas. John C. Hammond y Henry P. Field, graduados ambos en Amherst, lo introdujeron en la abogacía en el condado de Hampshire. En 1897, Coolidge obtuvo su título de abogado en Massachusetts y se dedicó a la práctica en el entorno rural. Merced a sus ahorros y a una pequeña herencia de su abuelo, abrió su propio bufete en Northampton en 1898. Trabajó en derecho comercial, tratando de evitar ir a juicio, lo que creía beneficioso para sus clientes. Según se fue labrando fama de industrioso y diligente, fue atrayendo como clientela a los bancos y negocios locales.

### Matrimonio y familia

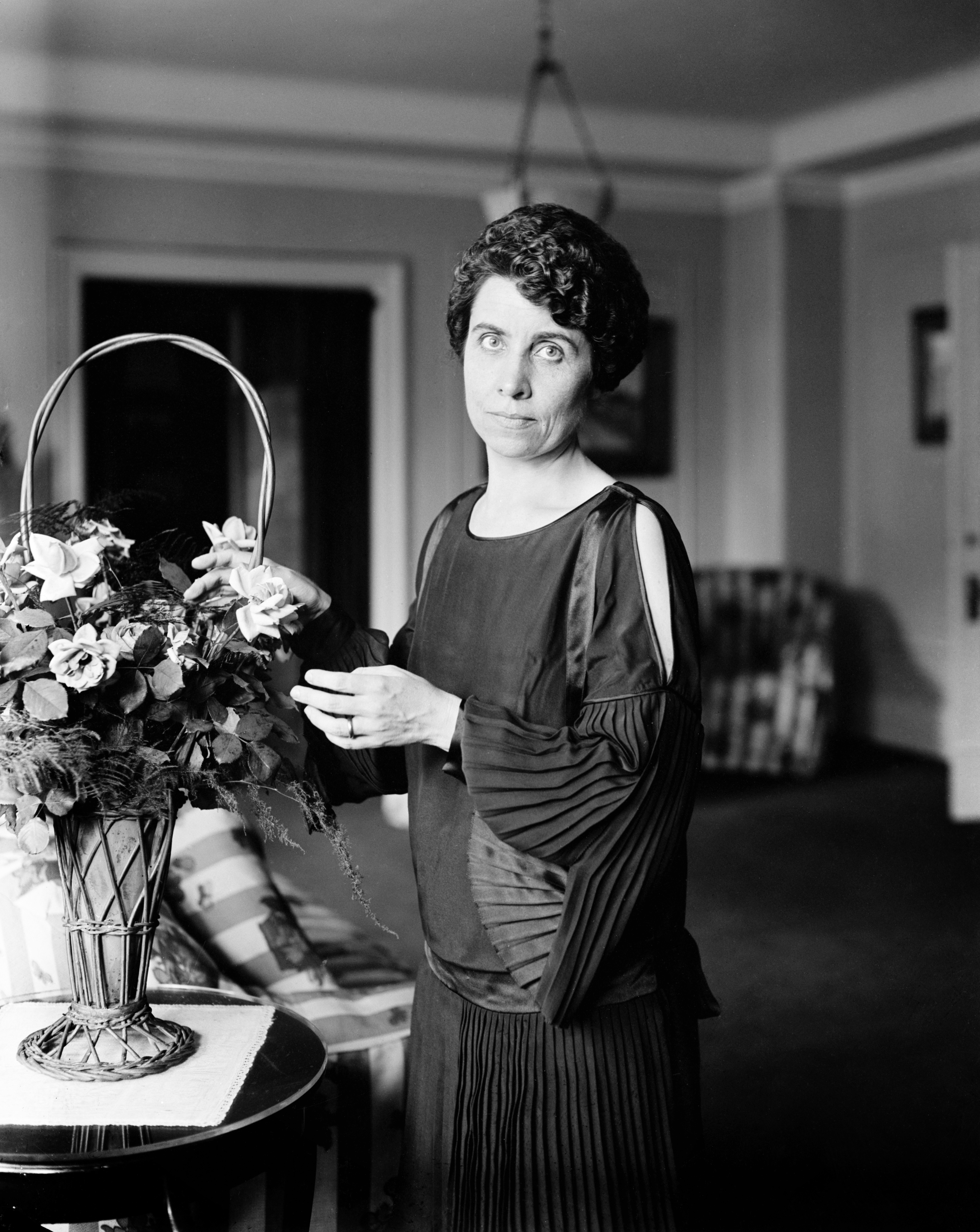
Grace Coolidge

En 1903, Coolidge conoció a Grace Anna Goodhue, licenciada de la Universidad de Vermont que trabajaba de maestra en la escuela Clarke para sordos de Northampton. Se casaron el 4 de octubre de 1905, a las dos y media de la tarde, en una ceremonia discreta que se celebró en el salón de la casa de la novia; la madre de esta, que nunca apreció a Coolidge —ni él a su suegra—, había tratado en vano de retrasar la boda. El matrimonio pasó la luna de miel en Montreal; aunque en principio iban a pasar allí dos semanas, solo estuvieron una, pues Coolidge le pidió a su esposa que acortasen el viaje. Veinticinco años después, Coolidge escribió sobre su esposa: «durante casi un cuarto de siglo ha soportado mis achaques y yo he disfrutado de sus virtudes».
El matrimonio tuvo dos hijos: John (7 de septiembre de 1906-31 de mayo del 2000) y Calvin hijo (Jr.) (13 de abril de 1908-7 de julio de 1924). La muerte del benjamín, de septicemia cuando tenía dieciséis años, supuso un durísimo golpe para Coolidge, según el hijo superviviente. John fue directivo de ferrocarriles, colaboró en la creación de la Fundación Coolidge y tuvo un papel fundamental en la del museo que lleva el nombre de su padre.
Coolidge era una persona frugal e insistió en alquilar la casa en la que vivía la familia, en vez de invertir en comprar una.
Aunque tanto su patrón Henry Field como su esposa pertenecían a la iglesia congregacionalista, Coolidge nunca ingresó en ella formalmente.

## Cargos municipales y regionales

### Cargos municipales
El Partido Republicano era el dominante en Nueva Inglaterra en tiempos de Coolidge, y este siguió el ejemplo de Hammond y Field y decidió participar en la política municipal. En 1896, Coolidge hizo campaña en favor del candidato republicano a la Presidencia del país, William McKinley; al año siguiente, fue elegido miembro del comité republicano de la ciudad. En 1898, fue elegido concejal de Northampton, como segundo de una lista que obtuvo tres puestos en el Ayuntamiento. El puesto no estaba remunerado, pero le aportó a Coolidge una importante experiencia política. En 1899, rehusó volver a presentarse al cargo y se presentó al de abogado municipal, puesto que otorgaba el Ayuntamiento. En 1900 se lo escogió para el puesto, que desempeñó un año antes de que se le renovase en él nuevamente en 1901. En este puesto Coolidge pudo acumular más experiencia en abogacía y además obtener un sueldo de seiscientos dólares. En 1902, la ciudad escogió a un abogado demócrata, así que Coolidge retornó al sector privado. Poco después, sin embargo, falleció el secretario judicial del condado, y se escogió a Coolidge para ocupar el puesto vacante. El puesto estaba bien remunerado, pero no le permitía ejercer la abogacía, por lo que apenas lo conservó un año. En 1904, Coolidge sufrió la única derrota electoral de su carrera, al no ser elegido al consejo escolar de Northampton. Cuando se enteró de que algunos de sus vecinos no habían votado por él porque no tenía hijos en las escuelas que dependían del consejo, exclamó: «¡Denme tiempo!».

### Diputado del estado y alcalde
En 1906, el comité local republicano incluyó a Coolidge en sus listas para las elecciones al Parlamento estatal. Venció por poco a su adversario demócrata que hasta entonces tenía el escaño en disputa y acudió a Boston a asistir a las sesiones de la Corte General de Massachusetts. Durante su primer mandato como diputado estatal, Coolidge participó únicamente en comités secundarios; aunque en general votó junto al resto de representantes del partido, era un republicano progresista, que votó a favor del voto femenino y de la elección directa de los senadores. Durante su periodo bostoniano, Coolidge se alió y siguió las directrices del senador Winthrop Murray Crane, que a la sazón dominaba el partido en el oeste de Massachusetts; el rival de Crane en la parte este la encabezaba el senador Henry Cabot Lodge. Otra relación crucial en la carrera de Coolidge fue la que trabó con Guy Currier, que había sido diputado y senador en el Parlamento estatal y que gozaba de distinción social, riqueza, encanto personal y vastos contactos, de los que aquel carecía aún y que tuvieron gran influencia en su futuro político. En 1907, Coolidge fue reelegido; en este segundo mandato, tuvo un papel más destacado en las sesiones parlamentarias estatales, aunque todavía no pertenecía a la dirección del partido en la región.
En lugar se presentarse para renovar el escaño, Coolidge volvió a Northampton y se presentó a la alcaldía cuando se retiró el alcalde que ocupaba el cargo, demócrata. Merced a la simpatías que suscitaba entre sus conciudadanos, logró vencer a su oponente por 1597 votos a 1409. Durante su primer mandato como alcalde (de 1910 a 1911), aumentó el suelto de los maestros y amortizó parte de la deuda municipal, sin dejar por ello de reducir algo los impuestos. Volvió a presentarse al cargo en 1911, y de nuevo volvió a derrotar a su adversario (el mismo al que ya había vencido en 1910), esta vez con un margen algo mayor de votos.
En 1911, el senador estatal del condado de Hampshire se retiró y animó a Coolidge a que se presentase al escaño que él dejaba vacante en las elecciones de 1912; Coolidge lo hizo y venció a su adversario demócrata con facilidad. Al principio de su mandato de senador de Massachusetts, presidió el comité que tenía que arbitrar la solución de la huelga del «pan y las rosas»  de los empleados de la American Woolen Company de Massachusetts. Tras dos meses de tensión, la compañía aceptó las reivindicaciones de los trabajadores y pactó con ellos con la mediación del comité.
Los republicanos del estado tuvieron que lidiar ese año con la escisión del partido entre la corriente progresista, que deseaba proclamar candidato a la Presidencia al expresidente Theodore Roosevelt, y la conservadora, que prefería a William Howard Taft. Aunque Coolidge coincidía en algunos asuntos con los progresistas, se negó a abandonar las filas republicanas. Como los progresistas no presentaron candidato en su distrito electoral, Coolidge renovó su escaño en el Senado estatal, con mayor ventaja que en la elección anterior sobre su adversario demócrata.
En 1913, Coolidge logró que se aprobase la Ley de Ferrocarriles de Occidente (Western Trolley Act), para construir una línea que debía conectar Northampton con otra docena de poblaciones industriales similares del oeste de Massachusetts. Coolidge pensaba retirarse tras el segundo mandato, como era costumbre, pero, cuando el presidente del Senado estatal Levi H. Greenwood decidió presentarse a vicegobernador, Coolidge decidió tratar de renovar su escaño en el Senado, con la esperanza de poder ocupar la presidencia vacante. Greenwood más tarde cambió de idea y se volvió a presentar al Senado, pero no obtuvo escaño debido a su oposición al voto femenino; Coolidge, que estaba a favor de la concesión del sufragio a las mujeres, sí renovó el suyo y, con ayuda de Crane, asumió la presidencia de la Cámara, en la que los partidos tenían un número casi igual de asientos. Después de las elecciones estatales de enero de 1914, Coolidge dio un discurso, luego publicado y muy conocido titulado Have Faith in Massachusetts (Confíe en Massachusetts) en la que resumía sus ideas de gobierno.
El discurso de Coolidge gustó, y le granjeó algunos partidarios; hacia finales de su mandato, muchos de estos deseaban que se presentase al cargo de vicegobernador. Tras renovar el escaño en el Senado estatal en 1914 con mayor número de votos incluso que anteriormente, se le volvió a conceder la Presidencia del Senado, por unanimidad. Sus partidarios, que encabezaba Frank Stearns, también alumno de Armherst como el propio Coolidge, le animaron de nuevo a que se presentase a vicegobernador del estado. Stearns, directivo de los grandes almacenes bostonianos R. H. Stearns,  fue otro aliado clave de Coolidge y comenzó a hacer campaña por él aun antes de que se presentase oficialmente al cargo a finales de la legislatura de 1915.

## Vicegobernador y gobernador de Massachusetts

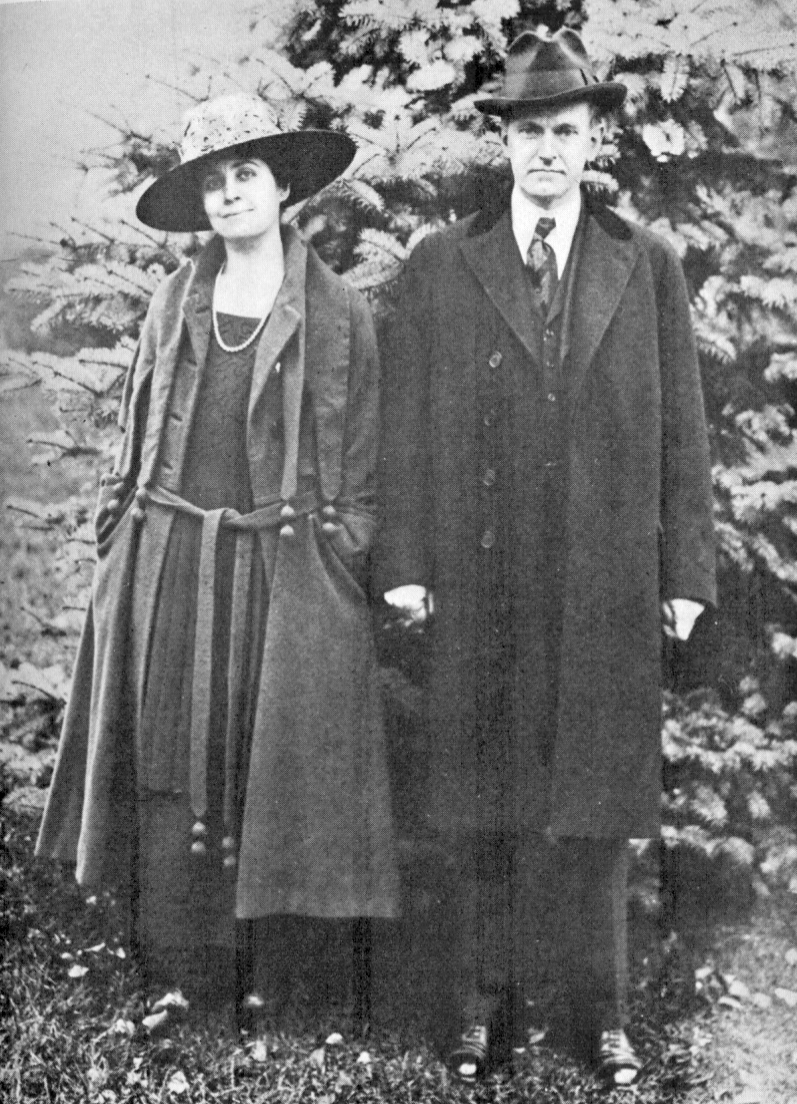
Calvin y Grace Coolidge hacia 1918

Coolidge se presentó a las elecciones primarias a vicegobernador y fue elegido para acompañar al candidato Samuel W. McCall. Coolidge era el mayor atractivo de los republicanos para los votantes y su elección para la candidatura la equilibró: aportó votos en el oeste del estado, mientras que McCall gozaba de mayores simpatías en la parte oriental. La candidatura republicana ganó las elecciones de 1915; Coolidge derrotó a su adversario por más de cincuenta mil votos.
En Massachusetts, el vicegobernador no preside el Senado estatal, a diferencia de lo que sucede en muchos otros estados del país; tiene, sin embargo, labores de supervisor de la Administración y pertenece a la junta gubernamental del estado. Preside también el comité de finanzas y el de indultos. Al haber obtenido este puesto de funcionario a jornada completa, Coolidge tuvo que abandonar la práctica de la abogacía; la familia, sin embargo, siguió residiendo en Northampton. McCall y Coolidge fueron reelegidos en 1916 y en 1917. Cuando McCall optó por no presentarse nuevamente en 1918, Coolidge anunció que se presentaría a gobernador en su lugar.

### Elecciones de 1918
Nadie le disputó a Coolidge el puesto de aspirante al cargo de gobernador en el Partido Republicano. Junto con su compañero de candidatura, Channing Cox —abogado bostoniano y presidente de la Cámara Baja del estado— se postuló defendiendo el programa que ya había propuesto antes con McCall: conservadurismo fiscal, una vaga oposición a la prohibición de las bebidas alcohólicas, apoyo al voto femenino y a la participación del país en la Primera Guerra Mundial. El tema crucial de la campaña resultó ser el de la guerra mundial, que interesaba en especial a los votantes de origen irlandés y alemán. Coolidge venció a su contrincante, Richard H. Long, por 16 773 votos, su victoria más apurada de las que había obtenido en las elecciones de Massachusetts.

### La huelga de policías de Boston
En 1919, el jefe de la Policía de Boston, Edwin U. Curtis, anunció que prohibiría la afiliación sindical de los policías de la ciudad. En agosto, sin embargo, la Federación Estadounidense del Trabajo (FET) aprobó el ingreso del sindicato de Policía de Boston. Curtis proclamó que los representantes del sindicato habían incurrido en insubordinación y serían expulsados del cuerpo, pero se avino a anular esta medida si el sindicato se disolvía antes del 4 de septiembre. El alcalde de la ciudad, Andrew Peters, le convenció para que retrasase el despido algunos días, aunque esto sirvió de poco, porque Curtis despidió a los dirigentes sindicales el 8 de septiembre. Al día siguiente, tres cuartas partes de los agentes de la ciudad se pusieron en huelga. Coolidge apoyó tácitamente al jefe Curtis, pero al principio no intervino, limitándose a seguir el desarrollo de la crisis, cuya solución dejó a las autoridades municipales. Estaba convencido de que solo si se producían desórdenes la población apreciaría la prohibición de que los policías tuviesen derecho a huelga. Esa noche y la siguiente, se produjeron algunos disturbios en la ciudad, ya de por sí difícil de controlar. Peters, al que preocupaban las huelgas de bomberos y otros colectivos, organizadas en solidaridad con los policías, desplegó algunas unidades de la Guardia Nacional del estado acuarteladas en la comarca merced a un antiguo y desusado privilegio y destituyó a Curtis.
Coolidge, que creyó que la crisis exigía que interviniese, acordó las medidas que iba a aplicar con el representante de Crane, William Butler. Desplegó algunas unidades más de la Guardia Nacional del estado, devolvió a Curtis al puesto del que había sido destituido y asumió el control de la Policía. Curtis despidió a todos los huelguistas y Coolidge exigió el reclutamiento de nuevos agentes.
Esa noche Coolidge recibió un telegrama del dirigente de la FET Samuel Gompers en el que afirmaba que los desórdenes que se hubiesen producido en la ciudad se debían a la negativa de Curtis a reconocer el derecho a la sindicalización de los policías. Coolidge respondió públicamente a Gompers, negando cualquier justificación a la huelga; su respuesta le dio a conocer en todo el país. Periódicos de todo el país publicaron la respuesta de Coolidge, que devino el héroe de los que se oponían a la huelga. En medio de la primera ola de psicosis anticomunista, muchos estadounidenses temían la extensión de la revolución, como ya había sucedido en Rusia, Hungría y Alemania. La reacción de Coolidge le hizo perder cierto apoyo entre las organizaciones sindicales, pero obtuvo el de los conservadores, para los que comenzó a ser visto como un político prometedor. Su actuación en la huelga le dio fama de dirigente decidido y de defensor acérrimo de la ley y el orden, si bien normalmente sus acciones eran, en general, muy calculadas.

### Las elecciones de 1919

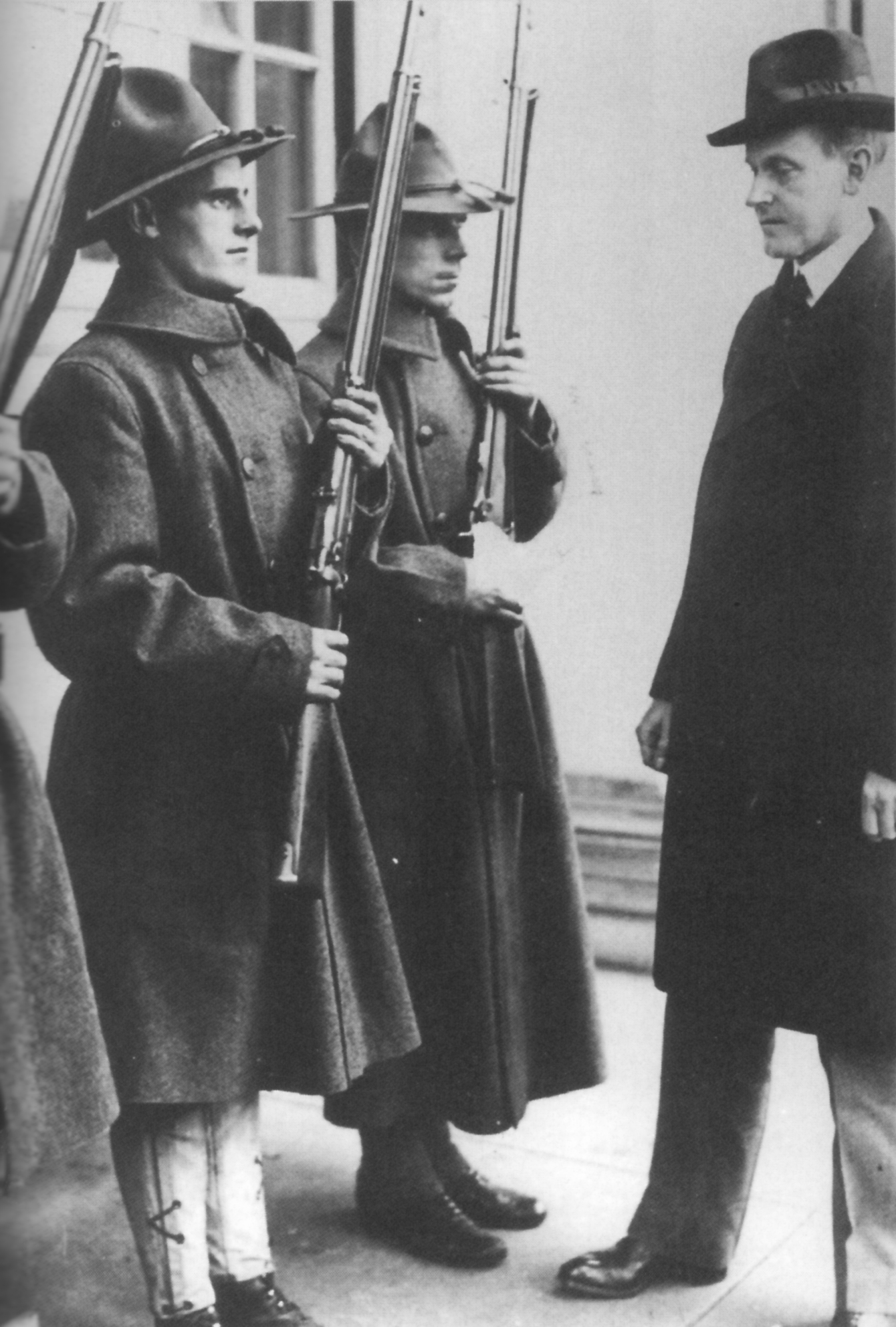
Coolidge pasa revista a la milicia durante la huelga policial bostoniana

Coolidge y Cox volvieron a ser los aspirantes republicanos para renovar sus cargos en 1919. Para entonces sus partidarios, (en especial Stearns) habían aireado por todo el país su actuación durante la huelga de policías y publicado sus discursos en un libro. Su adversario era el mismo que el año anterior, Richard Long; esta vez Coolidge lo venció por un amplio margen, 125 101 votos, siete veces mayor que el que había logrado en 1918. Su reacción a la huelga policial de Boston y su gran victoria en el estado hicieron que los republicanos comenzasen a sopesar elegirlo candidato para las elecciones presidenciales de 1920.

### Legislación y vetos durante su mandato de gobernador
Para cuando tomó posesión el 3 de enero de 1919, ya había terminado la Primera Guerra Mundial y Coolidge propuso a las Cámaras del estado que se aprobase una recompensa de cien dólares a los veteranos de la contienda. Aprobó asimismo una ley que redujo la jornada laboral para las mujeres y los menores de edad de cincuenta y cuatro horas semanales a cuarenta y ocho; al hacerlo afirmó: «Tenemos que humanizar la industria o el sistema se hundirá». Mantuvo el nivel de impuestos y redujo cuatro millones de gastos, lo que coadyuvó a reducir la deuda estatal.
Coolidge empleó el derecho de veto del que gozaba en calidad de gobernador: el caso más sonado fue cuando lo utilizó para prohibir que los legisladores del estado se aumentasen el sueldo un 50 %. Aunque personalmente estaba en contra de la prohibición de las bebidas alcohólicas, vetó una ley en mayo de 1920 que hubiese permitido la venta de cerveza y vino de escasa graduación en Massachusetts, lo que hubiese infringido la Decimoctava Enmienda. Al justificar su veto, indicó que «las opiniones y las instrucciones no pueden conculcar la Constitución. Si lo hacen, no tienen validez».

## Vicepresidente

### Las elecciones de 1920
La mayoría de los delegados de la convención de 1920 del Partido Republicano habían sido elegidos por convenciones estatales del partido, y no mediante primarias. En consecuencia, los reunidos se dividían en general en multitud de grupos, partidarios de sus candidatos regionales. Coolidge era uno de ellos y, aunque quedó sexto en las votaciones, los poderosos jefes del partido que dominaban la convención, principalmente senadores, nunca lo tuvieron en cuenta como candidato. Tras diez votaciones, los jefes del partido primero y los delegados más tarde escogieron al senador Warren G. Harding de Ohio candidato a la Presidencia. Cuando llegó el turno del aspirante a vicepresidente, nuevamente los jefes del partido escogieron al candidato que deseaban y lo anunciaron a los delegados: el senador de Wisconsin, Irvine Lenroot; a continuación y tras presentarlo a las votaciones, se retiraron de la convención, convencidos de que los delegados lo aceptarían. Un delegado de Oregón, Wallace McCamant, que había leído Have Faith in Massachusetts, propuso a un candidato rival a Lenroot: a Coolidge. Los delegados, ansiosos por sacudirse el control de los jefes y de hacer un gesto de independencia de estos, lo escogieron.
Por su parte, los demócratas eligieron candidato también a un oriundo de Ohio, James M. Cox, para la Presidencia y al subsecretario de Marina, Franklin D. Roosevelt, para la Vicepresidencia. El asunto del ingreso o no del país en la Sociedad de Naciones fue uno de los principales de la campaña, como lo fue también el de la reforma social. Harding llevó a cabo una campaña discreta desde su casa de Marion, al contrario que Coolidge, que realizó giras por los estados septentrionales del sur, Nueva York y Nueva Inglaterra; en sus mítines los asistentes se limitaron a aquellos que lo conocían y a los que gustaban de discursos sucintos y concisos. El 2 de noviembre de 1920, Harding y Coolidge obtuvieron una amplia victoria, con más del 60 % de los votos; vencieron en todos los estados salvo los sureños. Vencieron incluso en Tennessee: era la primera vez que una candidatura republicana lograba ganar en un estado del sur desde la época de la Reconstrucción.

### Cal el Lacónico

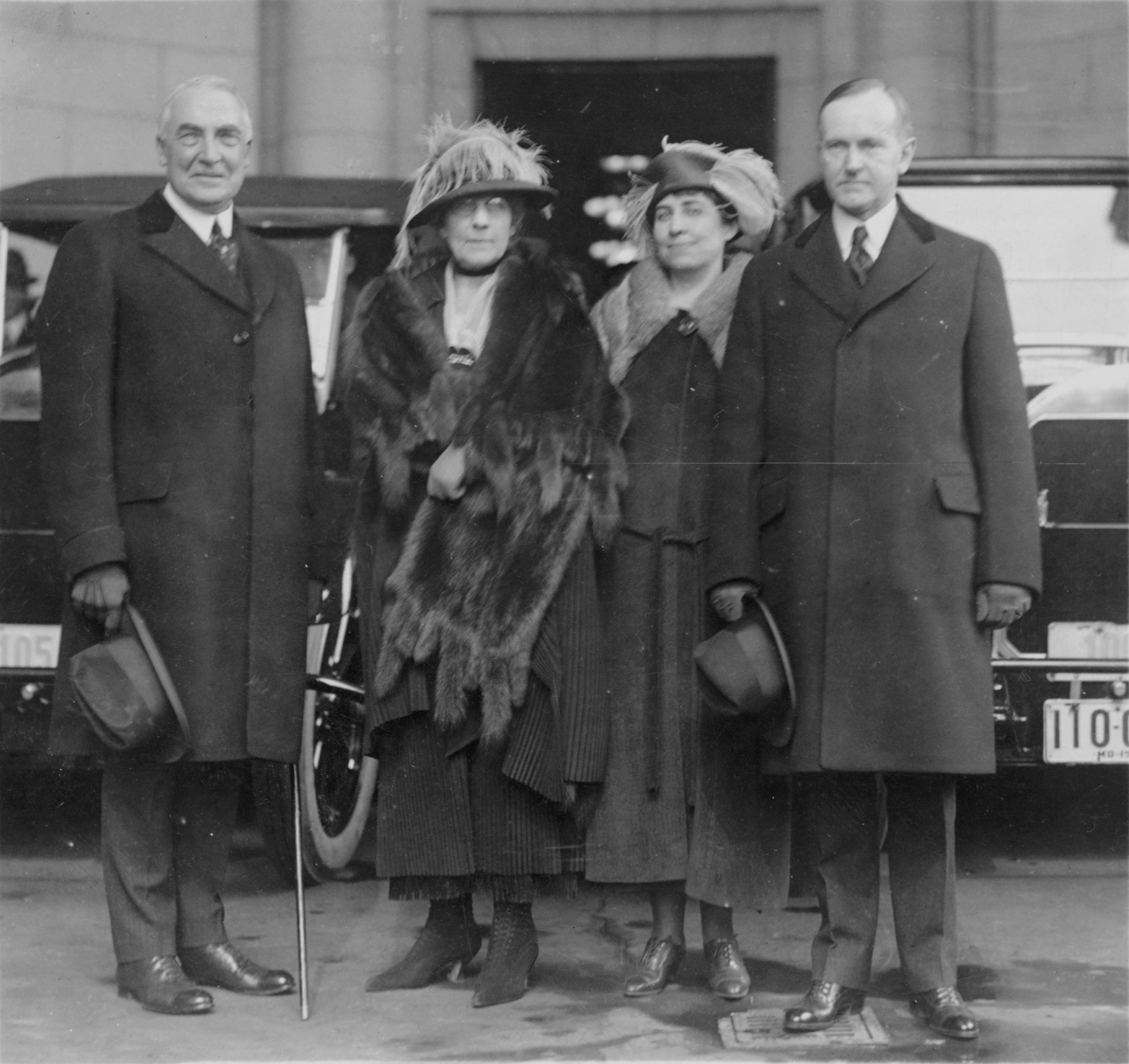
El presidente Harding, el vicepresidente Coolidge y sus respectivas esposas.

El cargo de vicepresidente no tenía grandes responsabilidades por entonces, pero el presidente Harding invitó a Coolidge a participar en los consejos de ministros, cosa inaudita. Por otra parte, Coolidge pronunció varios discursos por todo el país, de escasa trascendencia.
En calidad de vicepresidente, Coolidge y su vivaz esposa Grace asistieron a numerosas fiestas, en las que aquel obtuvo el apodo de «el lacónico» (Silent Cal). En esta época se originaron la mayoría de las anécdotas y chistes sobre Coolidge. Aunque Coolidge era un buen orador, en privado era un hombre de pocas palabras, por lo que suscitó el sobrenombre. Una anécdota, quizá apócrifa, pero que definía perfectamente la impresión que producía Coolidge: una matrona, sentada junto a él en una cena le dijo «Hoy he apostado a que lograría sacarle más de dos palabras»; Coolidge le respondió: «Ha perdido». Dorothy Parker, cuando se enteró de su fallecimiento parece que comentó: «¿Y cómo lo saben?». Coolidge a menudo parecía incómodo en el ambiente de la alta sociedad de Washington; cuando le preguntaron por qué seguía asistiendo entonces a tantas de sus veladas, contestó: «Tengo que comer en alguna parte». Alice Roosevelt Longworth, ingeniosa republicana, describió con tino los silencios de Coolidge y su temperamento adusto: «Cuando deseaba estar en otra parte, fruncía los labios, cruzaba los brazos y se quedaba callado. Entonces tenía el aspecto de alguien al que han destetado con pepinillos».
La fama de laconismo de Coolidge perduró durante su periodo de presidente. Más tarde declaró: «Las palabras de un presidente tienen gran influencia y no deben pronunciarse en vano». Era consciente de su imagen de adustez que, en realidad, fomentaba. En una ocasión, le comentó a Ethel Barrymore: «Creo que los estadounidenses quieren a un soberbio de presidente y les voy a complacer». Algunos historiadores afirmaron luego que la imagen de Coolidge era en realidad una táctica electoral, mientras que otros creían que su retraimiento y silencio eran naturales y que se agudizaron tras la muerte de su hijo menor en 1924.

## Presidente
El 2 de agosto de 1923, el presidente Harding falleció inopinadamente en San Francisco en medio de una gira por los estados occidentales del país. El vicepresidente Coolidge se hallaba entonces en Vermont visitando a su familia; la casa familiar carecía de electricidad y teléfono, por lo que la noticia se la comunicó un mensajero. Coolidge se vistió, rezó una plegaria y bajó a recibir a los periodistas que lo esperaban. Su padre, notario y juez de paz, le tomó juramento en el salón, a la luz de una lámpara de keroseno a las 2:47 a. m. del 3 de agosto; el ya presidente volvió entonces a acostarse.
Volvió a Washington al día siguiente y el juez Adolph A. Hoehling Jr. del Tribunal Supremo del Distrito de Columbia le volvió a tomar juramento, para evitar cualquier protesta sobre la validez del primero, realizado ante un funcionario estatal para un cargo federal. La verificación de este segundo juramento se mantuvo en secreto hasta que la reveló Harry M. Daugherty en 1932; Hoehling corroboró la historia. Cuando este lo hizo, señaló que Daugherty, que entonces era fiscal general, le había pedido que tomase juramento discretamente en el hotel Willard de la capital. Según Hoehling, este no dudó de las razones esgrimidas por Daugherty para solicitar un segundo juramento del nuevo presidente.

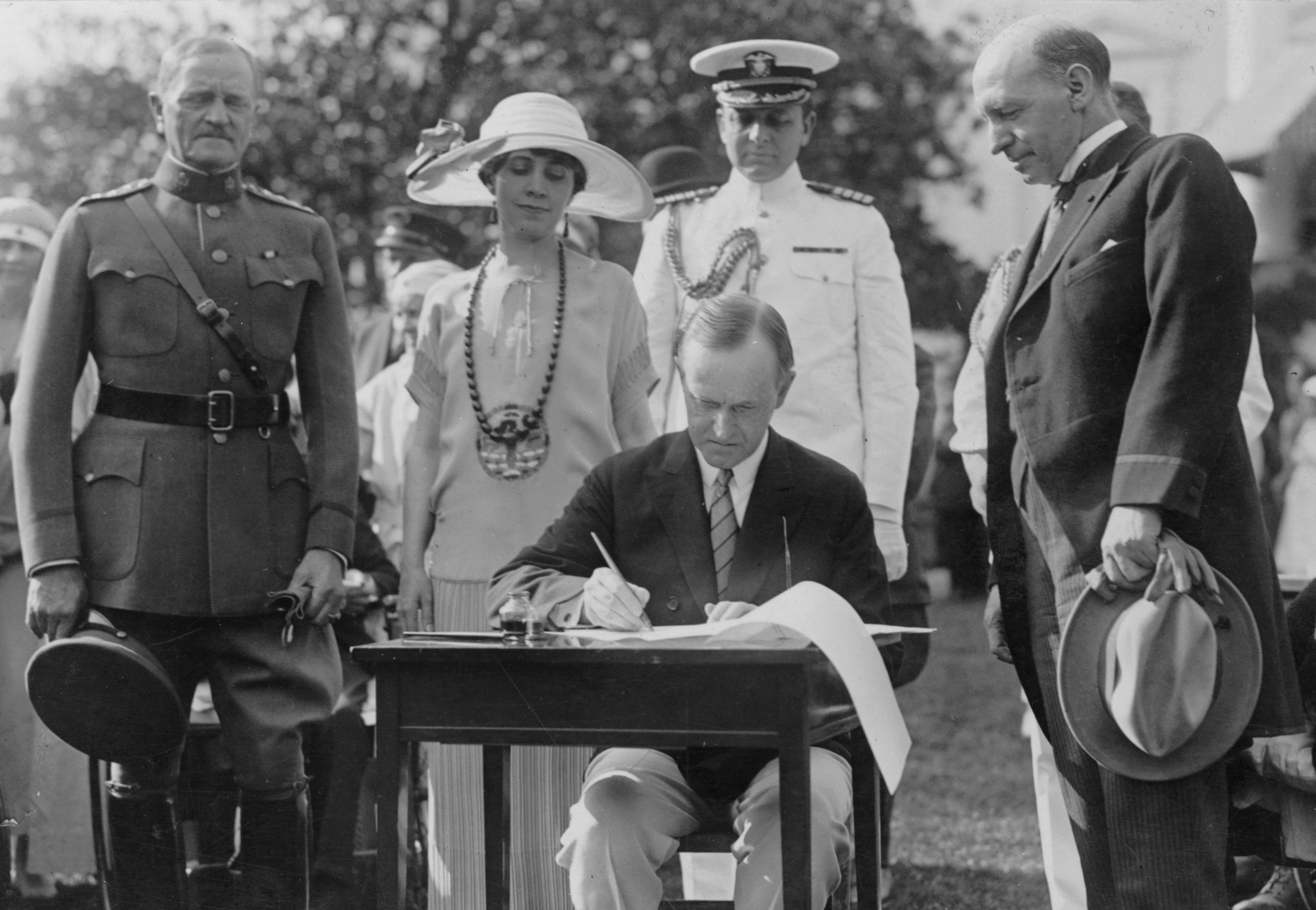
Coolidge firma la Ley de Inmigración y algunas partidas presupuestarias. Desde la izquierda le observa el general John J. Pershing.

Al principio, el país no tenía una idea clara sobre el nuevo presidente, que había desempeñado un papel discreto durante el mandato del difunto Harding; muchos esperaban incluso que se lo sustituyese como aspirante a la vicepresidencia en las elecciones de 1924. Coolidge creía firmemente en la inocencia de los colaboradores de Harding pese a los escándalos que les aquejaban y se negó a destituirlos inmediatamente, como algunos reclamaban; el nuevo presidente esperó a que hubiese pruebas firmes de culpabilidad antes de despedir a ninguno, en especial en el escándalo del Teapot Dome. Coolidge consideró que la investigación senatorial de los escándalos bastaba como reacción; los acusados acabaron por cesar de sus cargos. En el caso del fiscal general Harry M. Daugherty, que se había negado a colaborar con las pesquisas del Congreso, Coolidge le exigió la renuncia. A continuación, revisó todos los escándalos con Harry A. Slattery para ver cómo podían afectar al Gobierno, mientras que Harlan F. Stone analizaba los aspectos legales y el senador William E. Borah, los políticos.
Coolidge dio un discurso ante el Congreso el 6 de diciembre en el que defendió muchas de las medidas de su predecesor, entre ellas el presupuesto, la aplicación de la limitación de inmigrantes y el laudo de las huelgas mineras de Pensilvania, aún activas. El discurso de Coolidge fue el primero de un presidente que se radió.
El Tratado naval de Washington, aprobado un mes después de que Coolidge tomase posesión de la Presidencia, fue bien visto por la población en general. En mayo de 1924, se aprobó la Ley de Enmienda de la Compensación de la Guerra Mundial (World War Adjusted Compensation Act) para los veteranos de la guerra mundial, pese al veto presidencial. Coolidge promulgó la Ley de Inmigración de Harding ese mismo año; la norma trataba de limitar la inmigración del sur y este de Europa y el presidente añadió una nota en la que expresó su desilusión porque la ley prohibiese explícitamente la inmigración nipona. Justo antes del comienzo de la convención republicana, Coolidge promulgó la Ley Tributaria de 1924, que reducía el tipo máximo de tributación del 58 % al 46 %, así como el porcentaje de impuestos en todos los tramos de ingresos y aumentaba el de sucesiones y creaba uno nuevo de donaciones.
El 2 de junio de 1924, Coolidge promulgó la ley que otorgaba la ciudadanía estadounidense a todos los nativos nacidos en el territorio de los Estados Unidos. Para entonces dos tercios de ellos ya lo eran; habían obtenido la ciudadanía por matrimonio, por haber realizado el servicio militar (los veteranos de la Primera Guerra Mundial la consiguieron en 1919), o junto con las concesiones de tierras realizadas hasta entonces.

### Las elecciones de 1924

Distribución de los votos electorales por estado en las elecciones de 1924.

La convención del Partido Republicano se reunió del 10 al 12 de junio de 1924 en Cleveland, Ohio; Coolidge fue elegido aspirante a la Presidencia en la primera votación. Los delegados escogieron a Frank Lowden de Illinois candidato a la Vicepresidencia en la segunda, pero este rechazó presentarse a las elecciones; por ello, se llevó a cabo una nueva votación, en la que salió elegido el antiguo general de brigada Charles G. Dawes, que sí que aceptó participar en la candidatura.
Los demócratas se reunieron un mes más tarde, en Nueva York. La convención demócrata se estancó pronto y se necesitaron ciento tres votaciones para elegir un candidato de consenso: John W. Davis, al que acompañaría como aspirante a la Vicepresidencia Charles W. Bryan. Los demócratas esperaban ganar las elecciones gracias a la división del partido rival; Robert M. La Follette Sr., senador republicano de Wisconsin, había abandonado el partido para crear uno propio, el Partido Progresista. Muchos creyeron que la división entre republicanos permitiría a los demócratas alzarse con la victoria electoral, como había sucedido en 1912.
Pasadas la convenciones y tras el fallecimiento del benjamín de Coolidge, este se retiró temporalmente de la política nacional; Coolidge afirmó más tarde que cuando su hijo murió «el poder y la gloria de la Presidencia desaparecieron con él». Pese a todo, Coolidge terminó participando en la campaña en su forma habitual: sin mencionar al adversario directamente, sin denigrarlo y limitando sus discursos a sus ideas de gobierno; varios de estos discursos se emitieron por radio. Fue la campaña más tranquila desde 1896, en parte por la situación personal de duelo de Coolidge y en parte por su forma de llevar la campaña, que evitaba los choques con el contrincante. Los demás candidatos realizaron campañas más modernas; pese a la división de los republicanos, estos obtuvieron unos resultados parecidos a los de 1920. Coolidge y Dawes vencieron en todos los estados salvo en los del sur y en Wisconsin, el de La Follette. Coolidge obtuvo trescientos ochenta y dos votos electorales y dos millones y medio más de sufragios que el resto de candidatos.

### Industria y comercio
El país experimentó un veloz crecimiento económico durante el mandato de Coolidge, que se conoce como los «felices años veinte». El presidente encargó la política industrial a su diligente secretario de Comercio, Herbert Hoover, que favoreció con decisión la eficiencia empresarial y el desarrollo de las líneas aéreas y la radio. Coolidge era contrario a cualquier regulación federal de la actividad económica, lo que se plasmó en el nombramiento de comisarios en la Comisión Federal de Comercio y la Comisión Interestatal de Comercio que no intervinieron casi en las actividades de las empresas que debían vigilar estos organismos. La regulación empresarial por parte del Estado durante el mandato de Coolidge fue, según uno de sus biógrafos, casi inexistente.
A menudo y erróneamente, la política económica de Coolidge se ha resumido con una cita parcial de una afirmación del presidente, la que reza: «En general, el asunto principal de los estadounidenses son los negocios». Algunos han criticado la falta de intervención gubernamental de Coolidge, que creen coadyuvó a generar la Gran Depresión. El historiador Robert Sobel, sin embargo, explicó la actitud del presidente, que se basaba en su noción del sistema federal estadounidense: «Como gobernador de Massachusetts, Coolidge había favorecido la aprobación de leyes salariales y sobre horarios laborales, había combatido el trabajo infantil, había impuesto controles económicos durante la Primera Guerra Mundial, fomentado las medidas de seguridad en las fábricas e incluso la presencia de los trabajadores en las juntas directivas de las empresas. ¿Mantuvo esta actitud como presidente? No, porque en los años veinte tales asuntos eran competencia de los estados y los municipios».

### Impuestos y gasto gubernamental
Coolidge adoptó la política fiscal de su secretario del Tesoro, Andrew Mellon, denominada «tributación científica», que afirmaba que los impuestos bajos no reducían los ingresos fiscales, sino que los aumentaban. El Congreso estadounidense compartía esta idea, de manera que durante el mandato de Coolidge los impuestos menguaron. Además de los recortes en impuestos federales, Coolidge propuso reducir los gastos gubernamentales y la deuda pública nacional. Los diputados republicanos compartían la actitud de Coolidge y en 1924 el Congreso aprobó una nueva ley impositiva que redujo el impuesto sobre la renta en general e hizo que dos millones de personas ya no tuviesen que pagarlo. El Congreso redujo los impuestos nuevamente en 1926 y 1928 mediante nuevas leyes al tiempo que contenía el gasto gubernamental para poder reducir la deuda pública federal. En 1927, solo el 2 % de los contribuyentes, los más ricos, pagaban un impuesto de la renta federal. El gasto del Gobierno nacional se mantuvo estable durante el mandato de Coolidge y se amortizó un cuarto de la deuda federal. Los estados y municipios, por el contrario, aumentaron sus presupuestos, que en 1927 superaron en conjunto al federal.

### Oposición a los subsidios agrarios

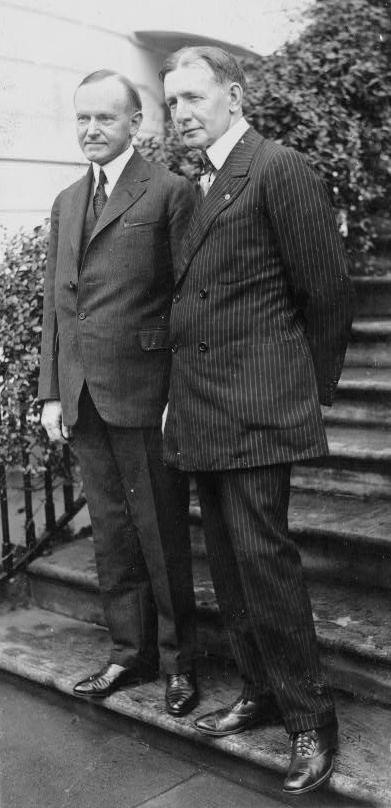
Coolidge junto a su vicepresidente, Charles G. Dawes

Quizá el asunto más controvertido del mandato de Coolidge fue el de las ayudas a los agricultores. Algunos diputados presentaron un proyecto de ley para compensar la bajada de los precios agrícolas mediante la compra estatal de productos que luego se venderían a precios menores en el extranjero. Tanto el secretario de Agricultura Henry C. Wallace como otros funcionarios estaban a favor de la medida, que se propuso en 1924; cuando posteriormente los precios volvieron a subir, muchos diputados creyeron que la medida se había vuelto innecesaria, por lo que el proyecto de ley fue rechazado en el Congreso poco antes de las elecciones que tuvieron lugar ese mismo año. En 1926 los precios de los productos agrícolas volvieron a menguar, por lo que el senador Charles L. McNary y el diputado Gilbert N. Haugen —ambos republicanos— presentaron la moción McNary-Haugen de ayudas agrarias. El proyecto de ley incluía la creación de una junta agrícola nacional que se encargaría de comprar parte de las cosechas en años de gran producción y de revenderla posteriormente —cuando los precios fuesen mayores— o en el extranjero. Coolidge se opuso al proyecto y afirmó que la agricultura debía «basarse en negocios independientes» y que el control gubernamental implicaba control político. En vez de manipular los precios, el presidente prefería tratar de aumentar los beneficios de los agricultores mediante la modernización de la agricultura, como proponía Herbert Hoover. Mellon escribió una nota en la que tildaba la propuesta de McNary y Haugen de errónea y probable causa de inflación y el proyecto fue finalmente descartado.
Tras la derrota del proyecto de ley en el Congreso, Coolidge dio su apoyo a una medida menos radical, el proyecto de ley Curtis-Crisp, que hubiese supuesto crear una junta federal para otorgar préstamos a las cooperativas agrícolas en años de exceso de producción, pero que tampoco fue aprobado por el Congreso. En febrero de 1927, el Congreso volvió a estudiar la propuesta de McNary y Haugen y esta vez la aprobó en un reñida votación, pero Coolidge vetó la ley. En su nota de justificación al veto, el presidente explicó que creía que la ley no favorecería a los granjeros sino únicamente a los exportadores y que aumentaría la burocracia nacional. El Congreso no anuló el veto presidencial, pero volvió a aprobar la ley en mayo de 1928 con mayor respaldo; Coolidge la vetó de nuevo. Coolidge, hijo de granjeros, afirmó: «Los granjeros nunca han ganado mucho dinero y no creo que podamos hacer mucho para cambiar esto».

### Gestión de las inundaciones
Coolidge ha sido criticado a menudo por su gestión de la gran inundación del Misisipi de 1927, la peor catástrofe natural de la costa del golfo de México tras el huracán Katrina del 2005. Aunque acabó por crear una comisión encargada de coordinar la ayuda a los damnificados que presidió el secretario Hoover, los historiadores afirman que, en general, se mostró poco interesado en que el Gobierno federal se encargase de la prevención de inundaciones. Coolidge no creía que el que visitase las zonas afectadas fuese a servir de nada y que el gesto se percibiría como mera publicidad política. Tampoco deseaba sufragar los grandes gastos que requería la prevención de las inundaciones y creía que los propietarios de las tierras debían ser los que corriesen con el grueso de los gastos derivados de ellas. Por el contrario, el Congreso sí deseaba aprobar una ley que hiciese al Gobierno federal responsable de la gestión de inundaciones. Dada la posición de cada parte, cuando el Congreso aprobó finalmente la ansiada ley en 1928, Coolidge rechazó que se debiese a su iniciativa y la firmó en privado el 15 de mayo.

### Trato a las minorías

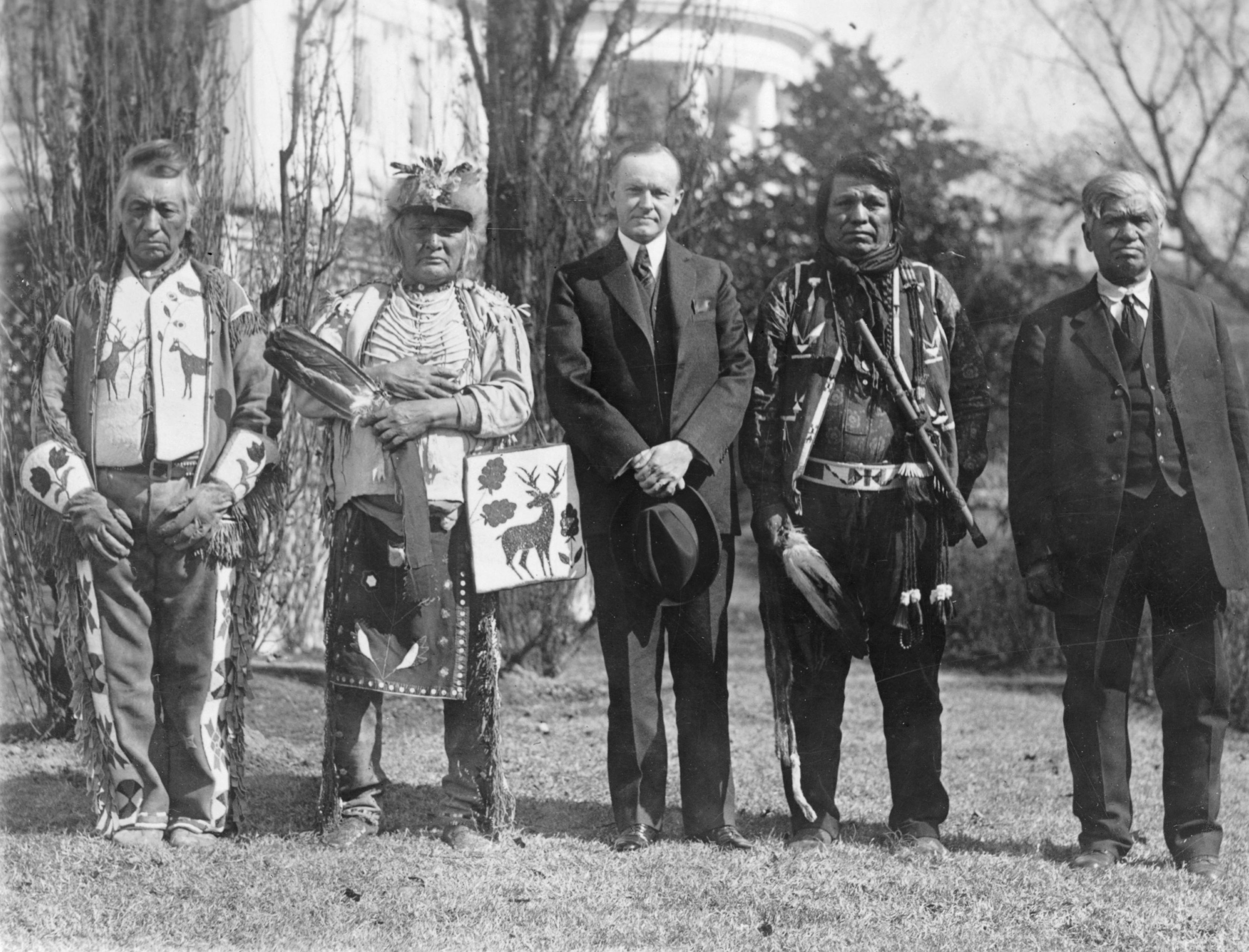
Osage junto a Coolidge, retratados después de la firma de la ley que concedió la nacionalidad estadounidense a los pueblos nativos del territorio.

Según uno de sus biógrafos, Coolidge carecía de prejuicios raciales, pero rara vez tuvo iniciativas en lo concerniente a los derechos civiles. A Coolidge no le gustaba el Ku Klux Klan y, que se sepa, ninguno de sus miembros recibió nombramiento alguno de él. En las elecciones de 1924, tanto sus rivales (Robert La Follette y John Davis) como su compañero de candidatura Charles Dawes, criticaron acerbamente al Klan, pero Coolidge evitó el tema, como solía hacer con los asuntos espinosos.
Coolidge se mostró favorable a conceder derechos civiles a los afroestadounidenses y en el primer debate del estado de la nación afirmó que sus derechos eran «tan sagrados como los de cualquier otro ciudadano» según la Constitución nacional y que era un «deber tanto público como privado el protegerlos».
Coolidge solicitó en varias ocasiones que las Cámaras aprobasen leyes que hiciesen del linchamiento un delito federal y no únicamente estatal. El Congreso, sin embargo, se negó a ello. El 2 de junio de 1924, Coolidge promulgó la Ley de Ciudadanía India (Indian Citizenship Act), que concedía a los nativos estadounidenses que vivían en las reservas la ciudadanía (a los que vivían fuera de ellas se les había otorgado hacía ya tiempo). El 6 de junio del mismo año, Coolidge dio un discurso en la apertura del curso en la Universidad Howard, tradicionalmente enfocada a los estudiantes negros y que no discriminaba por raza a sus alumnos; en él, agradeció y ensalzó a los afroestadounidenses por sus logros en educación y por su contribución a la sociedad estadounidense, así como por su sacrificio en la Primera Guerra Mundial, ya que muchos habían servido en el frente pese a la discriminación que sufrían en los Estados Unidos.
En un discurso que dio en octubre de 1924, Coolidge hizo hincapié en que la aceptación de las diferencias era un valor estadounidense y agradeció la aportación de los inmigrantes a la sociedad, afirmando que habían contribuido notablemente a la conformación del país. Afirmó también que, aunque la diversidad de pueblos era en Europa fuente de conflicto y tensiones, en los Estados Unidos era un elemento de armonía que beneficiaba al país. Declaró que la nación debía ayudar a los inmigrantes que llegaban a ella, al tiempo que instó a estos a desechar todo odio racial y prejuicio.

### Política exterior

Retrato oficial de Calvin Coolidge

Aunque no era un aislacionista, Coolidge era reacio a forjar alianzas internacionales. Creía que la victoria republicana de 1920 había sido un reflejo del rechazo de los postulados del expresidente Woodrow Wilson, empeñado en que los Estados Unidos ingresasen en la Sociedad de Naciones. Aunque no se oponía completamente a esta, Coolidge creía que, tal como estaba constituida, no servía a los intereses de la nación, por lo que no defendía que el país se hiciese miembro del organismo. Se mostró favorable, por el contrario, a que el país reconociese la autoridad de la Corte Permanente de Justicia Internacional, aunque solo si los fallos de esta se admitían como consejos no vinculantes. En 1926, el Senado finalmente aceptó la autoridad del tribunal internacional aunque con limitaciones. La Sociedad de Naciones aceptó las limitaciones impuestas por los estadounidenses, pero solicitó que estos realizasen algunos cambios en la ley de aceptación. Como el Senado no las realizó, el país finalmente no ingresó en la organización de la Corte Permanente de Justicia Internacional.
El principal proyecto del presidente en política internacional fue el Pacto Briand-Kellogg de 1928, que llevó el nombre de su secretario de Estado, Frank B. Kellogg, y el de su homólogo francés, Aristide Briand. El tratado, que se ratificó en 1929, obligaba a los signatarios —los Estados Unidos, el Reino Unido, Francia, Alemania, Italia, y Japón— a «renunciar a la guerra como instrumento político en sus relaciones con los demás signatarios». El acuerdo, no obstante, no logró su objetivo de eliminar la guerra como sistema de resolución de conflictos, aunque sí sirvió de principio a la legislación internacional que se aprobó tras la Segunda Guerra Mundial.
Como ya había hecho Harding, Coolidge se negó a reconocer al Gobierno de la Unión Soviética. Mantuvo también el apoyo al Gobierno mexicano frente a los rebeldes y eliminó el embargo de armas que impedía la venta de armamento al país vecino. Además, nombró embajador en México a Dwight Morrow.
Durante el mandato de Coolidge continuó la ocupación de Nicaragua y Haití, pero no la de la República Dominicana, que concluyó en 1924. El presidente encabezó la delegación estadounidense a la Sexta Conferencia Panamericana que se celebró en La Habana entre el 15 y el 17 de enero de 1928. Fue el único viaje internacional de Coolidge durante su mandato. En la conferencia, el presidente estadounidense se mostró conciliador con los mandatarios americanos opuestos a las intromisiones de los Estados Unidos en las naciones de Caribe y América Central. Fue el único presidente que visitó Cuba hasta que, ochenta y ocho años después, lo hizo Barack Obama en 2016.

### Las elecciones de 1928
Coolidge pasó las vacaciones veraniegas de 1927 en las Colinas Negras de Dakota del Sur, dedicado a cabalgar, pescar y asistir a rodeos. Hizo del parque nacional Custer su «Casa Blanca veraniega». Durante las vacaciones y sin que nadie lo esperase, Coolidge anunció sucintamente que no se presentaría a la reelección. Tras dejar que los periodistas se repusiesen del estupor que causó el anuncio, explicó: «si obtengo un segundo mandato, estaré en la Casa Blanca hasta 1933 … Diez años en Washington es más de lo que nadie ha estado nunca ¡y es demasiado!». En sus memorias, aclaró por qué no se presentó a las elecciones de 1928: «El cargo de presidente exige mucho de aquellos que lo ejercen y de sus allegados. Aunque no debemos negarnos a servir al país y a pagar el precio que esto conlleva, es temerario abordar una tarea para la que nos parece que no tenemos fuerzas». Tras abandonar el cargo, el matrimonio Coolidge regresó a Northampton, donde el expresidente escribió sus memorias. Los republicanos ganaron de todas formas las elecciones de 1928, en las que presentaron al que había sido secretario de Comercio con Coolidge, Herbert Hoover. Coolidge se había mostrado reacio a apoyar a este; en una ocasión declaró: «Durante seis años este hombre me ha aconsejado sin yo pedírselo, y siempre para mal». Pese a ello, Coolidge no deseaba que el partido se dividiese, peligro que hubiese corrido si el expresidente se hubiese opuesto a la candidatura de su exsecretario, que gozaba de notable simpatía en el partido.

### Consejo de Ministros

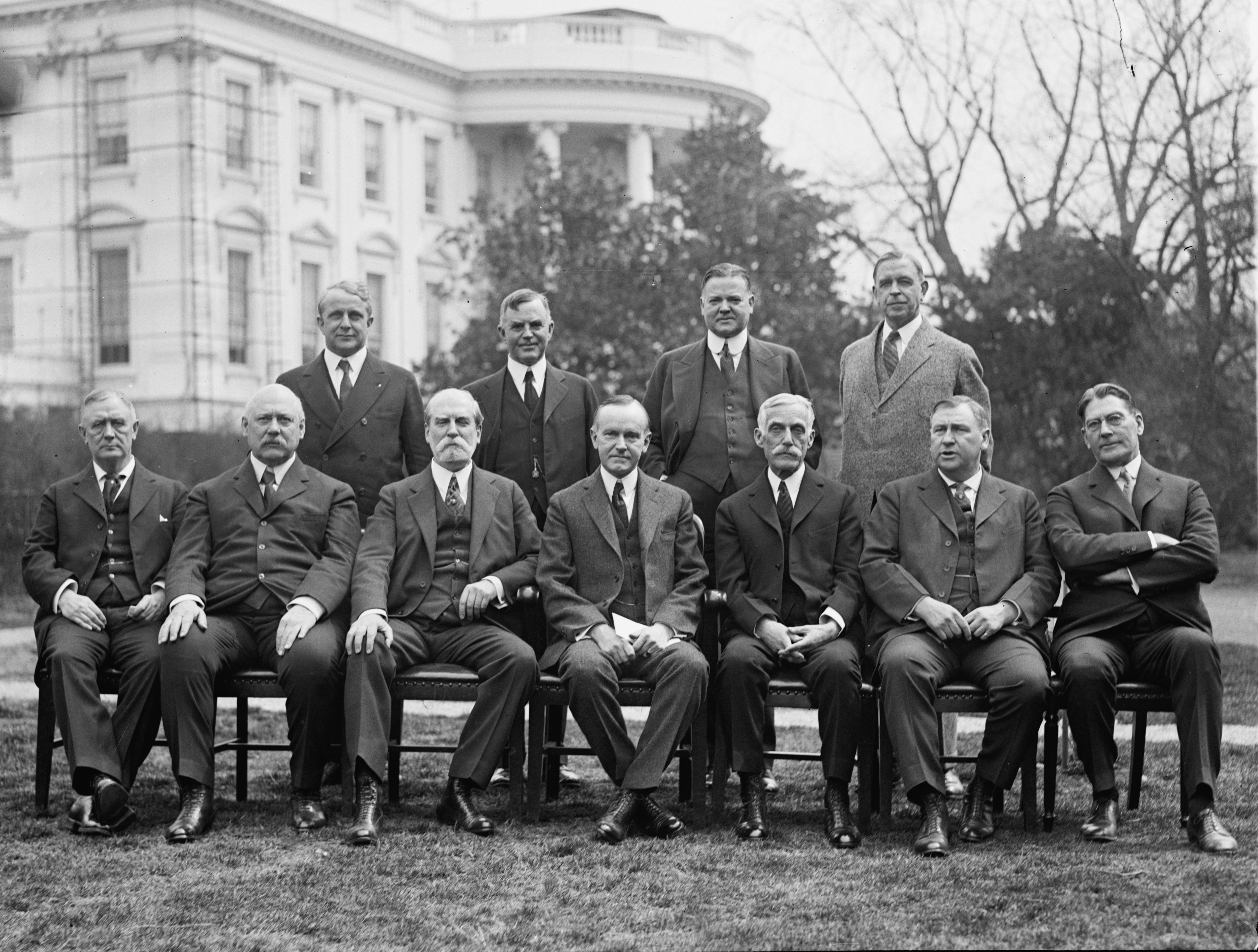
El Gobierno de Coolidge en 1924, fotografiado frente a la Casa Blanca. En primera fila, de izquierda a derecha: Harry Stewart New, John W. Weeks, Charles Evans Hughes, Coolidge, Andrew Mellon, Harlan F. Stone y Curtis D. Wilbur. En la segunda fila: James J. Davis, Henry C. Wallace, Herbert Hoover y Hubert Work

Aunque algunos de los miembros del Gobierno de Harding habían quedado maltrechos por los escándalos, en un principio Coolidge los mantuvo a todos en sus cargos, convencido de que, como sucesor del fallecido, estaba obligado a mantener tanto la dirección política como al equipo del difunto Harding hasta las elecciones. Conservó también al hábil redactor de los discursos de Harding Judson T. Welliver, al que Stuart Crawford sustituyó en noviembre de 1925. Coolidge nombró a C. Bascom Slemp, diputado de Virginia y veterano de la política nacional para que, junto al republicano de Massachusetts Edward T. Clark —organizador y colaborador suyo desde la época de vicepresidente—, le sirviesen de jefes de gabinete.
Probablemente la figura con más poder de su Gobierno fue el secretario del Tesoro Andrew Mellon, que controlaba la política financiera y al que muchos, entre ellos el jefe de la oposición parlamentaria John Nance Garner, tenían por más poderoso que el propio presidente. El secretario de Comercio Herbert Hoover también descollaba, en parte porque Coolidge valoraba la propaganda favorable que este proporcionaba merced a sus medidas favorables a las empresas. El secretario de Estado Charles Evans Hughes dirigió la política exterior del Gobierno hasta que dimitió en 1925, tras la reelección de Coolidge. Le sustituyó Frank B. Kellogg, que había sido senador y embajador en el Reino Unido. Coolidge hizo otros dos nombramientos tras renovar el cargo de presidente: dio el puesto de secretario de Agricultura a William M. Jardine y el de fiscal general a John G. Sargent. Coolidge careció de vicepresidente durante su primer mandato, y  Charles Dawes fungió como tal en el segundo; Dawes y el presidente discrepaban en diversos asuntos, entre ellos la política agrícola.

### Nombramientos judiciales

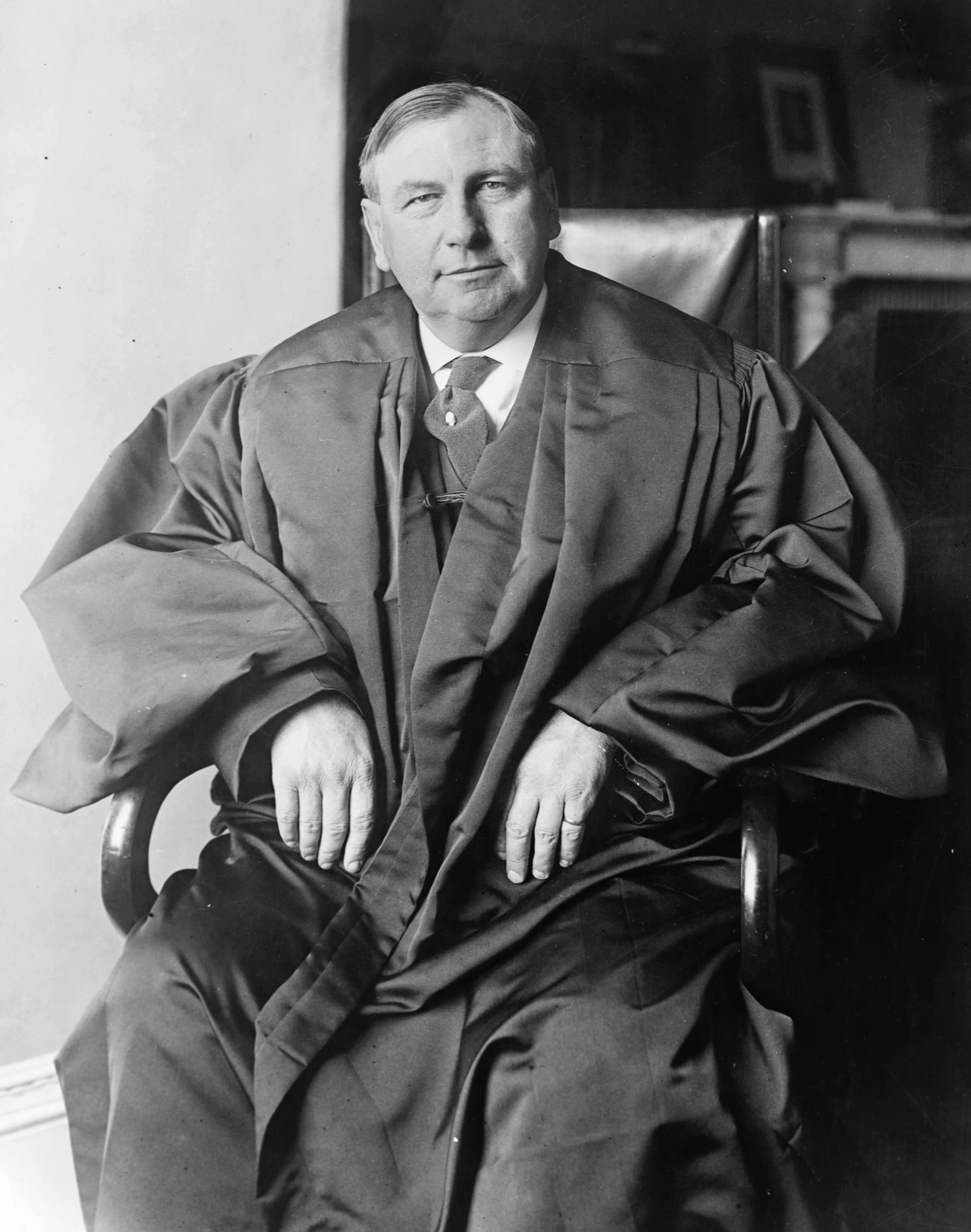
El fiscal general Harlan Fiske Stone, nombrado por Coolidge, que luego fue juez del Tribunal Supremo de los Estados Unidos.

Coolidge nombró a un juez del Tribunal Supremo: Harlan Fiske Stone, en 1925. Stone había estudiado como el presidente en Amherst, era  abogado de Wall Street y  republicano conservador. Stone era decano de la Escuela de Derecho de Columbia cuando recibió el nombramiento presidencial de fiscal general en 1924, para recuperar el prestigio del cargo, maltrecho por los actos de su antecesor, Harry M. Daugherty, nombrado por Harding. Stone fue un juez inclinado a respetar las decisiones legislativas y los precedentes judiciales y fue uno de los tres jueces liberales del tribunal que a menudo votaron luego a favor de las leyes del New Deal del demócrata Roosevelt. Este lo nombró luego presidente del Tribunal Supremo.
Coolidge propuso a diecisiete jueces para las Cortes de Apelaciones de Estados Unidos y sesenta y uno a las Cortes de Distrito de los Estados Unidos. Nombró además a varios jueces para diversos tribunales especiales, entre ellos a Genevieve R. Cline, que fue la primera jueza federal y ocupó una plaza en el Tribunal Aduanero de los Estados Unidos en 1928. Coolidge también promulgó la Ley Judicial de 1925, que permitió reducir la cantidad de trabajo con la que tenía que lidiar el Tribunal Supremo, limitando los supuestos que dirimía directamente.

## Abandono de la vida política y muerte

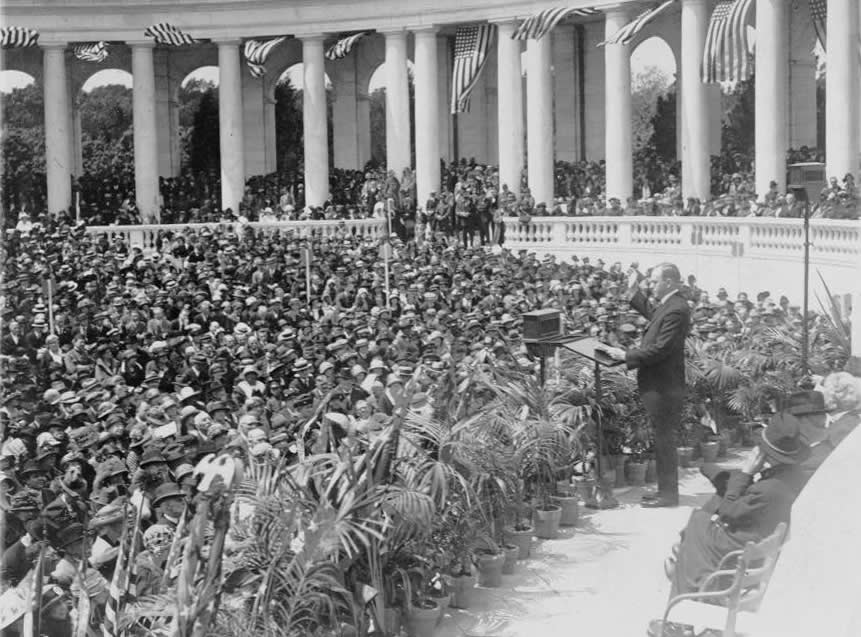
Coolidge dando un discurso en el anfiteatro neorromano del Cementerio Nacional de Arlington en 1924.

Al terminar su mandato, Coolidge se mudó a una modesta casa alquilada de la calle Massasoit de Northampton y luego a otra mayor llamada «The Beeches». Tenía una motora de la marca Hacker-Craft en el río Connecticut, que usaba frecuentemente. En estos últimos años de su vida, presidió la Comisión Ferroviaria, fue presidente honorario de la Fundación Americana de Invidentes, director de la Compañía de Seguros de Vida de Nueva York (New York Life Insurance Company), presidente de la Sociedad Estadounidense de Anticuarios y miembro de la junta directiva del Amherst College.
Publicó su autobiografía en 1929 y escribió una columna periodística (Calvin Coolidge Says) de 1930 a 1931. Ante la probabilidad de salir derrotados en las elecciones de 1932, algunos republicanos propusieron sustituir a Herbert Hoover y presentar de candidato a Coolidge, pero este expresó claramente su rechazo a aspirar nuevamente a la Presidencia y su intención de rehusar públicamente si el partido le instaba oficialmente a presentarse. Así, los republicanos postularon de nuevo a Hoover y Coolidge hizo varias intervenciones en la radio en su favor. Pese a ello, Hoover fue derrotado claramente por Franklin D. Roosevelt, al que Coolidge había vencido a su vez en 1920 cuando se presentó de aspirante a vicepresidente por los demócratas.
Coolidge falleció inopinadamente de trombosis coronaria en su casa de «The Beeches» a las 12:45 p. m. del 5 de enero de 1933. Poco antes, le había confesado a un amigo: «Me siento fuera de lugar en los tiempos que corren». Coolidge fue enterrado en el cementerio de Plymouth Notch, en el estado de Vermont. La casa familiar, que se halla cerca, se conserva entre otros edificios históricos asociados al difunto presidente. El estado abrió un nuevo centro de visitantes dedicado a su figura para conmemorar su nacimiento el 4 de julio de 1972.

## El presidente Coolidge y los nuevos medios de difusión

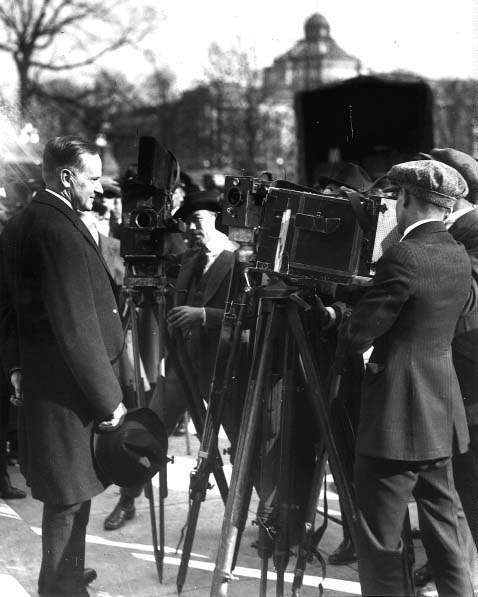
Coolidge, ante los periodistas y las cámaras.

Pese a su reputación de persona de pocas palabras e incluso de huraño, Coolidge empleó durante su mandato la radio, por entonces un nuevo medio de difusión, y realizó algunos discursos relevantes a lo largo de su presidencia que fueron radiados. Trataba a menudo con los periodistas y dio quinientas veinte ruedas de prensa durante su mandato; se reunió con los periodistas en más ocasiones que ningún otro presidente en la historia del país. Su segunda investidura fue la primera que se emitió por radio. El 6 de diciembre de 1923, dio el primer discurso al Congreso que se radió en la historia de los Estados Unidos. Coolidge aprobó la Ley de Radio de 1927, que dejaba la regulación del nuevo medio a la recién creada Comisión Federal de Radio. El 11 de agosto de 1924, Theodore W. Case, grabó al presidente en los jardines de la Casa Blanca empleando para ello phonofilm (una película que grababa el sonido junto a la imagen, inventada por Lee DeForest); fue la primera vez que un presidente estadounidense aparecía en una película sonora. El título de la grabación fue President Coolidge, Taken on the White House Grounds (El presidente Coolidge, en los jardines de la Casa Blanca). Cuando Charles Lindbergh llegó a Washington en un buque de la Armada tras su famosa travesía aérea del Atlántico de 1927, el presidente le dio la bienvenida al país en una recepción que se grabó en película sonora.

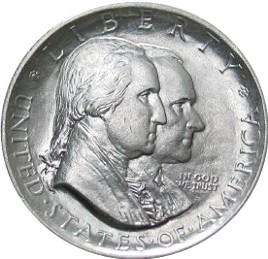
Coolidge fue el único presidente cuyo retrato se acuñó en moneda en vida, en la moneda de medio dólar de 1926, emitida para celebrar el sesquicentenario de la independencia del país.
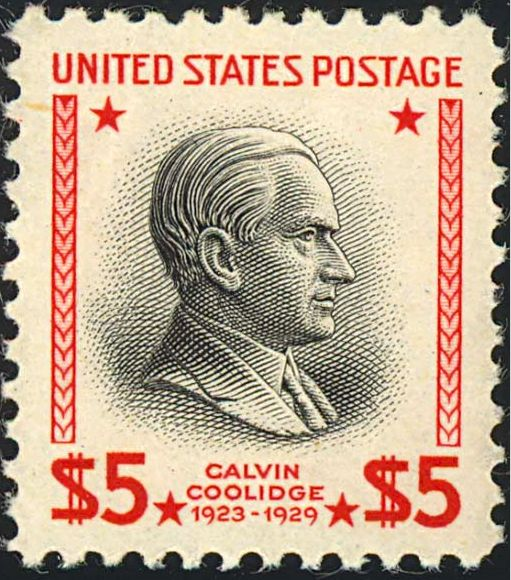
Perfil de Coolidge en un sello postal de 1938.